# 167 km (obwód moskiewski)
167 km (ros. 167 км) – przystanek kolejowy przy osiedlu dacz, w rejonie szachowskim, w obwodzie moskiewskim, w Rosji. Położony jest na linii Moskwa – Siebież. Najbliższą miejscowością jest Gorodkowo.